# Каналы утечки информации, передаваемой по оптическим линиям связи
Волоконно-оптическая связь, получившая развитие после изобретения в 1960 году лазера — высококогерентного источника излучения оптического диапазона, и демонстрации в 1970 году оптических волокон с низкими потерями (20 дБ/км), позволивших осуществлять передачу информации на средние расстояния, на сегодня является основным видом высокоскоростной коммуникаций на длинные и сверхдлинные дистанции. Использование в качестве носителей информации коротких лазерных импульсов инфракрасного диапазона (~200 ТГц) обеспечивает скорость передачи в несколько десятков Гбит/c, что превышает максимальные скорости радиосвязи и связи посредством электрических кабелей. Результатом стало создание трансокеанских и трансконтинентальных линий связи протяженностью в десятки тысяч километров. Следует ожидать, что в ближайшие годы волоконно-оптические линии связи (ВОЛС) заменят все остальные виды магистральных линий передачи информации. В связи с этим встает вопрос о защищенности ВОЛС.

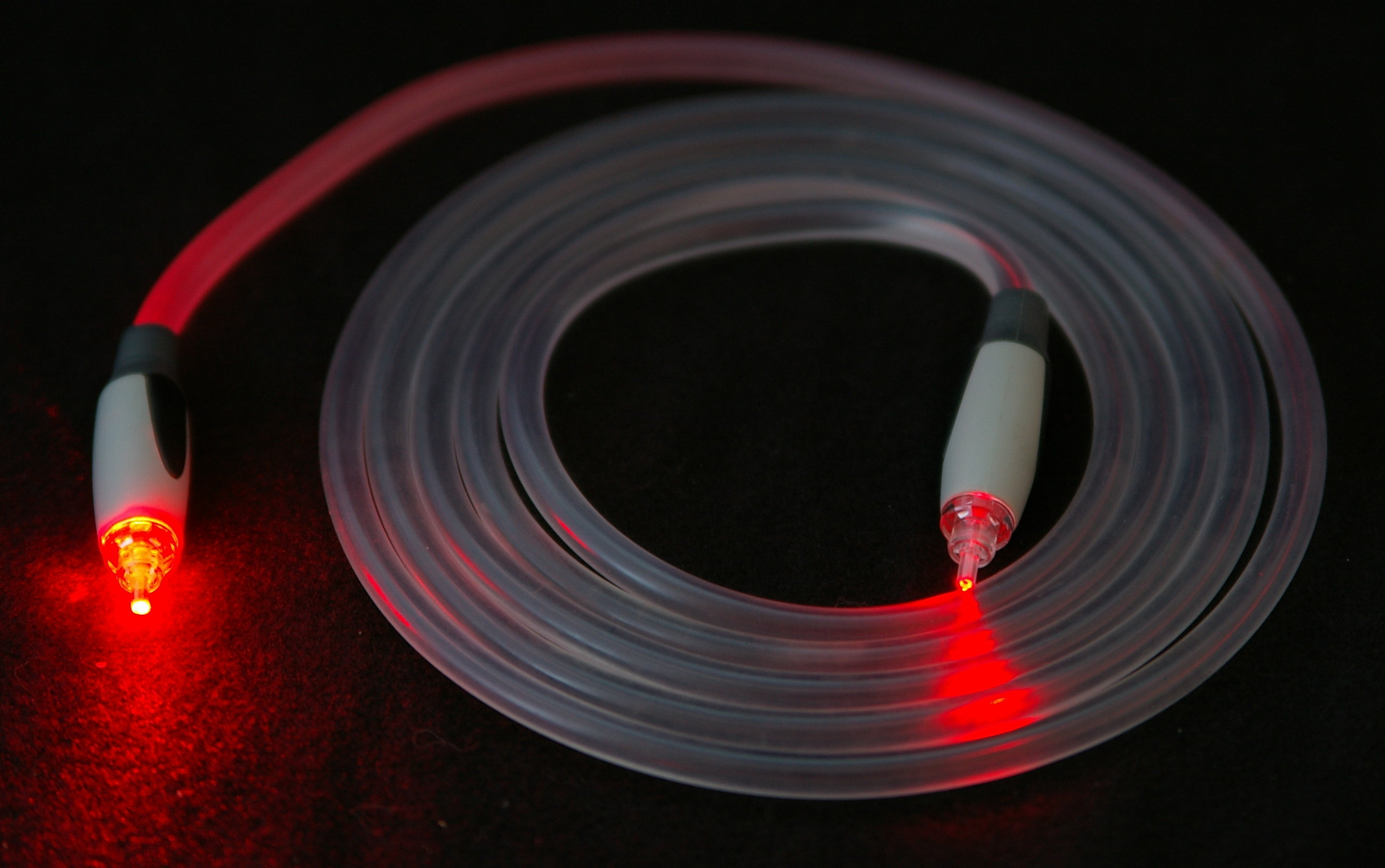
Волоконно-оптический кабель

Оптическое волокно представляет собой диэлектрический слоистый цилиндрический волновод круглого сечения, как правило находящийся внутри защитной оболочки. Показатель преломления сердцевины волокна (n1) больше показателя преломления оболочки (n2). Волноведущие свойства волокна основаны на явлении полного внутреннего отражения. Если угол падения света на границу раздела сердцевина-оболочка (φ1) удовлетворяет условию
{\displaystyle n_{1}sin\left(\phi _{1}\right)>n_{2}}
то свет не может покинуть сердцевину волновода.

Принципиальная схема одномодового волокна.
1. Сердцевина
2. Оболочка
3—4. Защитные слои

Волоконно-оптические линии передачи отличаются высокой защищенностью ввиду того, что:
1. Электромагнитное поле направляемой волны локализовано вблизи сердцевины волокна на масштабах десятков микрометров, что затрудняет доступ к информации по сравнению с СВЧ волноводами и тем более радиосигналами.
2. Повреждение волновода в большинстве случаев приводит обрыву соединения и мгновенному обнаружению несанкционированного доступа
3. Компании, занимающиеся волоконно-оптическими линиями передачи, обеспечивают высокую физическую защищенность кабелей. Так например, трансокеанские линии связи на шельфе покрыты толстой металлической оболочкой.
4. Оптические каналы связи характеризуются высокой скоростью передачи информации (сотни Гбит/c), что достигается использованием коротких световых импульсов (десятки и сотни пикосекунд). В связи с этим для перехвата информации требуются высокочувствительные и быстрые детекторы, что делает несанкционированный доступ чрезвычайно дорогим.
5. В кабеле линии связи обычно находится значительное число отдельных волокон, что приводит к тому, что доступ к каждому из волноводов в отдельности сильно затруднён.
6. ВОЛП защищены от помех, создаваемых источниками электромагнитного излучения, стойки к колебаниям температуры и влажности.

Распространение света в многомодовом оптоволокне.

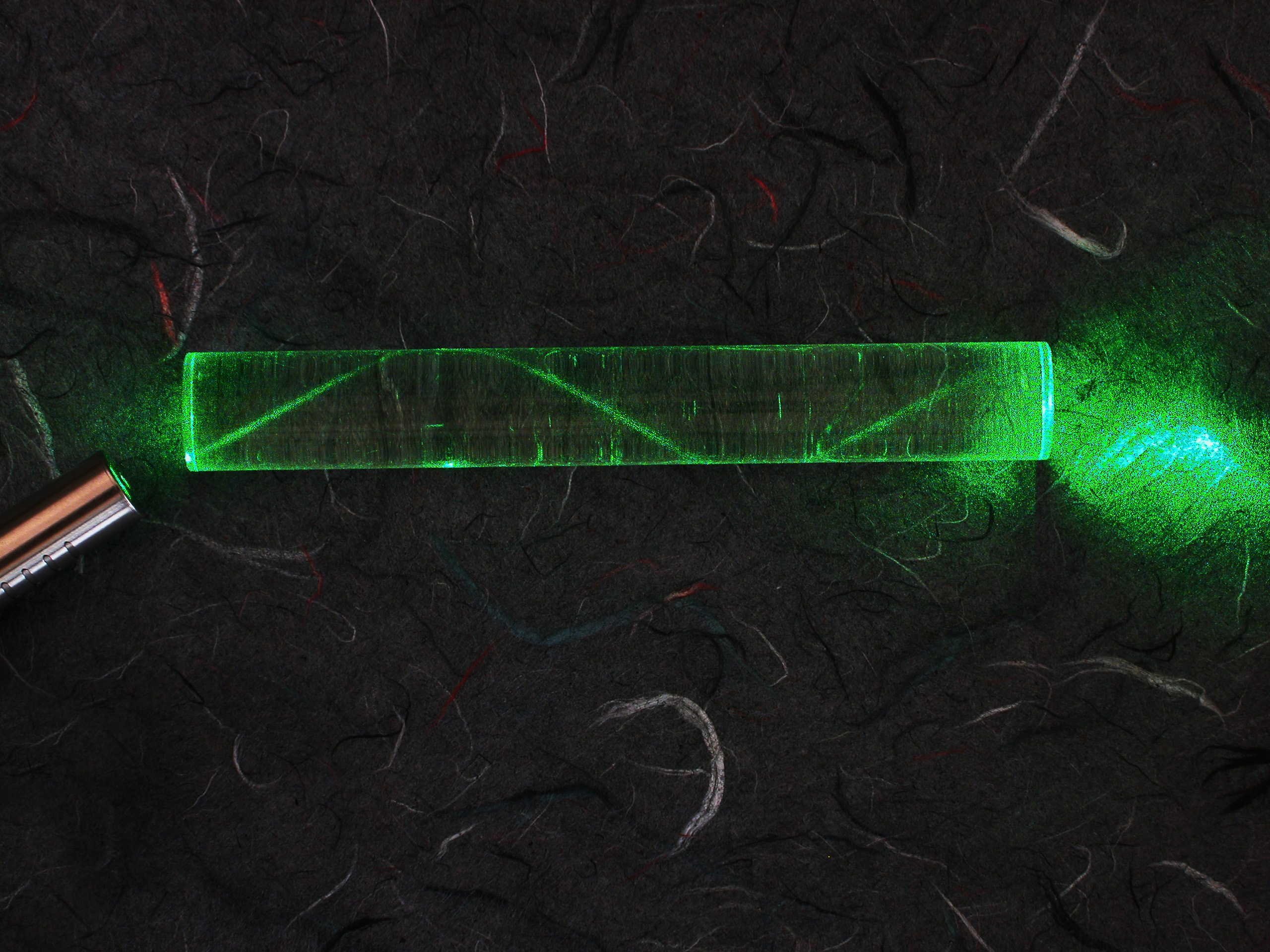
Демонстрация явления полного внутреннего отражения света в многомодовом оптоволокне.

Ранее считалось, что ВОЛП обладают повышенной скрытностью, однако всегда существует принципиальная возможность съёма информации, передаваемой по оптическим каналам связи. Тем не менее, существуют методы, потенциально позволяющие осуществить перехват информации. ВОЛС состоят из стационарного оборудования, размещаемого на сертифицированных объектах, и линейного тракта, представляющего собой волоконно-оптические кабели и усилители оптического сигнала, которые устанавливаются каждые 50-80 км. Защита первой составляющей обеспечивается точно так же как и защита любого аналогичного объекта и имеет мало особенностей, в то время как вторую составляющую защитить на всем её протяжении невозможно, ввиду невозможности охватить десятки тысяч километров.

## Методы съёма информации
Основные физические принципы формирования каналов утечки информации в ВОЛП можно разделить на следующие типы
:
- пассивные методы (основаны на регистрации излучения с боковой поверхности волокна);
- активные методы (основаны на регистрации излучения, выводимого через боковую поверхность волокна с помощью специальных средств);
- компенсационные методы (базируются на регистрации излучения, выводимого через боковую поверхность с помощью специальных средств, с последующим формированием излучения и ввода его в волокно, которое скомпенсирует потери мощности при выводе излучения).

Методы первого типа основаны на том, что даже в стационарном режиме в обычных условиях небольшая часть рассеянного излучения всё же проникает за пределы волокна (то есть излучается) и может являться каналом утечки информации. Основной идеей является увеличение интенсивности этого излучения. Для несанкционированного доступа к информации с использованием такого рода методов необходимо использовать места усиленного бокового излучения, то есть следует снимать излучение в местах изгибов, а также в местах сварных соединений и соединений волокна с усилителями. Однако, значительная мощность излучения наблюдается лишь в местах разъёмных соединений, то есть в коммутационных центрах, что сильно затрудняет несанкционированный доступ.
Методы второго типа выводят обычно бо́льшую мощность, но при этом происходит изменение параметров распространяющейся в волноводе волны (значительно падает поток энергии, возникает отражённая волна, изменяется модовая структура волны и т. д.), что может привести к обнаружению несанкционированного доступа. Таковыми методами являются, например: механический изгиб волокна, подключение фотоприемника с помощью ответвителя, вдавливание зондов в оболочку, бесконтактное соединение волокна, шлифование и растворение оболочки.
Естественным желанием является объединить скрытность и эффективность. Методы третьего типа призваны воплотить эту идею. Однако их реализация достаточна сложна в связи с наличием принципиальных ограничений. Так, например, вывод излучения из боковой поверхности волокна, формирование и обратный ввод волны, которая скомпенсирует выводимую мощность, должны осуществляться с высокой эффективностью к единице, тем не менее, распределение параметров волокна носит вероятностный характер, что мешает достичь желаемой скрытности. Технические реализации устройств такого рода, позволяющие на практике использовать компенсационные способы съёма информации, в настоящее время не известны.

## Способы защиты
В связи с наличием потенциальной угрозы несанкционированного съёма информации во всем мире ведутся работы по защите ВОЛП. Выделяют три основных направления:
- разработка технических средств защиты от несанкционированного доступа к информационным сигналам;
- разработка технических средств контроля несанкционированного доступа к информационному оптическому излучению.

К первому и второму направлению относится метод, основанный на использовании «кодового зашумления» передаваемых сигналов. Принцип работы метода заключается в том, что при уже небольшом понижении мощности детектируемого сигнала, которое может быть вызвано подключением к линии устройства съёма информации, в детектируемом на одном из концов волокна цифровом сигнале значительно возрастает количество ошибок, далее или передача информации обрывается, или быстро обнаруживается нарушитель.
Система IDOC (Intrusion Detection Optical Communications System) — один из эффективных методов защиты, разработанный в США в 1991 году компанией «Hughes Aircraft». В основу метода создатели положили анализ модового состава передаваемого оптического излучения. Система IDOC позволяла защищать ВОЛС малой протяжённости. Система защиты состояла из разработанных компанией специальных волокна и двух модемов FAM-131 (Fiber Alarmed Modem). IDOC-система легко обнаруживает несанкционированные подключения и мгновенно прекращает передачу информации. IDOC стала первой некриптографической системой для секретной связи, которая была сертифицирована Агентством национальной безопасности США. Единственным недостатком стала неприменимость системы для передачи информации на большие расстояния, так как не использовалось одномодовое волокно.
Ведутся разработки по внедрению методов с использованием режима динамического хаоса, который позволяет обеспечить передачу информационных сигналов в виде псевдохаотических колебаний частоты и амплитуды оптической несущей. Наложение на такой сигнал, снимаемый с боковой поверхности волокна, шумового сигнала, который обязательно будет присутствовать, сильно затрудняет несанкционированный доступ.
Актуальной пока остаётся и механическая защита волокна. Так, например, может быть использована защита от изгиба (волокно ломается при сильном изгибе). Оптические кабели упаковываются в специальную оболочку, которая при повреждении просигнализирует о воздействии.
Методы квантовой криптографии могут обеспечить высокую степень защиты от несанкционированного доступа к информации, достигаемую благодаря передаче сигналов в виде отдельных фотонов. Такая схема позволяет обнаружить факт перехвата фотонов по изменению вероятностных характеристик последовательности фотонов на выходе.
В 1993 году лаборатория компании «British Telecom» продемонстрировала одну из первых реализаций практической схемы квантового канала на базе волокна длиной 10 км, которая базировалась на принципе фазовой модуляции. Была достигнута эффективная скорость передачи данных в 60 кбит/с.
В 1990-е годы были попытки создания ВОЛС с использованием в качестве носителей сигналов оптических солитонов. Солитоны обладают свойством сохранения формы огибающей импульса при распространении по волокну. Солитоны упруго сталкиваются друг с другом, не теряя энергии, иными словами они могут походить сквозь другие солитоны не замечая их. Если энергия солитонного импульса станет меньше некого порогового значения, то он «разваливается». Таким образом, если через боковую поверхность волокна выводится энергия (осуществляется несанкционированный доступ), то приёмник на одном из концов волокна может обнаружить нарушение конфиденциальности передаваемой информации по изменению формы оптических импульсов или их полному отсутствию. Однако солитонные линии передачи информации не нашли широкого применения в виду ограничений на скорость передачи информации, и разработкой более быстрых ВОЛП.

## Методы несанкционированного доступа

### Теоретическая основа

#### Моды цилиндрического волновода
Оптическое волокно представляет собой диэлектрический слоистый цилиндрический волновод, показатель преломления сердцевины которого (n1) больше показателя преломления оболочки (n2). Далее будем пользоваться цилиндрической системой координат (r, φ, z) и считать, что радиус сердцевины волновода равен a . Если n2 и n1 не зависят от координат, то в силу цилиндрической симметрии легко прийти к уравнениям на продольные поля Ez и Hz вида
{\displaystyle {{\partial ^{2}\Psi } \over {\partial r^{2}}}+{1 \over r}{{\partial \Psi } \over {\partial r}}+{1 \over r^{2}}{\partial ^{2}\Psi  \over \partial \phi ^{2}}+K_{j}^{2}\Psi =0} {\displaystyle \left(j=1,2\right),}
где {\displaystyle K_{j}^{2}=n_{j}^{2}k^{2}-\beta ^{2}} и {\displaystyle k} — волновое число света в вакууме {\displaystyle \left(k=2\pi /\lambda \right)},
{\displaystyle \beta } — константа распространения волны в волноводе.
Решение уравнения дает при r < a для моды, имеющей y-поляризацию (то есть поперечное электрическое поле направлено вдоль оси y):
{\displaystyle E_{z}={{iA\kappa } \over {2\beta _{\nu }}}\left[J_{\nu +1}(\kappa r){\begin{Bmatrix}\sin(\nu +1)\phi \\-\cos(\nu +1)\phi \end{Bmatrix}}+J_{\nu -1}(\kappa r){\begin{Bmatrix}\sin(\nu -1)\phi \\-\cos(\nu -1)\phi \end{Bmatrix}}\right],}
{\displaystyle H_{z}=-{{iA\kappa } \over {2k}}{\left({\varepsilon _{0} \over \mu _{0}}\right)}^{1 \over 2}\left[J_{\nu +1}(\kappa r){\begin{Bmatrix}\cos(\nu +1)\phi \\\sin(\nu +1)\phi \end{Bmatrix}}-J_{\nu -1}(\kappa r){\begin{Bmatrix}\cos(\nu -1)\phi \\\sin(\nu -1)\phi \end{Bmatrix}}\right],}
{\displaystyle \left(\kappa =K_{1}\right),}
{\displaystyle E_{y}=AJ_{\nu }(\kappa r){\begin{Bmatrix}\cos \nu \phi \\\sin \nu \phi \end{Bmatrix}},}
{\displaystyle H_{x}=-nA{\beta _{\nu } \over \left|\beta _{\nu }\right|}{\left({\varepsilon _{0} \over \mu _{0}}\right)}^{1 \over 2}J_{\nu }(\kappa r){\begin{Bmatrix}\cos \nu \phi \\\sin \nu \phi \end{Bmatrix}},}
для моды, имеющей x-поляризацию (то есть поперечное электрическое поле направлено вдоль оси x):
{\displaystyle E_{z}={{iA\kappa } \over {2\beta _{\nu }}}\left[J_{\nu +1}(\kappa r){\begin{Bmatrix}\cos(\nu +1)\phi \\\sin(\nu +1)\phi \end{Bmatrix}}-J_{\nu -1}(\kappa r){\begin{Bmatrix}\cos(\nu -1)\phi \\\sin(\nu -1)\phi \end{Bmatrix}}\right],}
{\displaystyle H_{z}={{iA\kappa } \over {2k}}{\left({\varepsilon _{0} \over \mu _{0}}\right)}^{1 \over 2}\left[J_{\nu +1}(\kappa r){\begin{Bmatrix}\sin(\nu +1)\phi \\-\cos(\nu +1)\phi \end{Bmatrix}}+J_{\nu -1}(\kappa r){\begin{Bmatrix}\sin(\nu -1)\phi \\-\cos(\nu -1)\phi \end{Bmatrix}}\right],}
{\displaystyle \left(\kappa =K_{1}\right),}
{\displaystyle E_{x}=AJ_{\nu }(\kappa r){\begin{Bmatrix}\cos \nu \phi \\\sin \nu \phi \end{Bmatrix}},}
{\displaystyle H_{y}=nA{\beta _{\nu } \over \left|\beta _{\nu }\right|}{\left({\varepsilon _{0} \over \mu _{0}}\right)}^{1 \over 2}J_{\nu }(\kappa r){\begin{Bmatrix}\cos \nu \phi \\\sin \nu \phi \end{Bmatrix}}.}
Волокна можно разделить на два вида: одномодовые и многомодовые. В одномодовом волокне может распространяться только одна мода (HE11), благодаря чему отсутствует межмодовое взаимодействие, что улучшает дисперсионные характеристики, необходимые для передачи сигнала на большие расстояния.

### Потери на изгибе волокна
Качественное рассмотрение вопроса говорит о том, что если угол падения света на поверхность раздела сердцевины и оболочки волокна будет уменьшен и станет меньше критического угла, то свет начнет выходить из ядра и излучаться на месте изгиба. Более правильное объяснение состоит в том, что неоднородности в геометрии волокна, вызывают связывание нерадиационных (направляемых и радиационных (излучательных) мод. В результате чего ведомая мода теряет энергию и сигнал ослабевает. Далее излученный сигнал можно детектировать. Одна из возможностей осуществления этого метода — это изгиб волокна. Аналитическое решение этой задачи впервые было опубликовано D. Marcuse в 1976 году. Пусть R — радиус изгиба оптоволокна, a — радиус ядра оптоволокна, тогда формула будет иметь вид:
{\displaystyle 2\alpha ={{\pi ^{1 \over 2}\kappa ^{2}\exp \left[-{2 \over 3}\left(\gamma ^{3}/\beta ^{2}\right)R\right]} \over {e_{\nu }\gamma ^{3 \over 2}V^{2}R^{1 \over 2}K_{\nu -1}(\gamma a)K_{\nu +1}(\gamma a)}},}
левая часть равна отношению мощности излучаемой на изгибе ΔP, отнесенной к единице длины волокна, к полному потоку мощности, переносимом волокном, P:
{\displaystyle 2\alpha ={{\Delta P} \over P}.}
Параметры V, eν, γ определяются следующими выражениями:
{\displaystyle V^{2}=k^{2}a^{2}(n_{1}^{2}-n_{2}^{2}),}
{\displaystyle e_{\nu }={\begin{cases}2,&\nu =0\\1,&\nu \neq 0\end{cases}},}
{\displaystyle {\gamma ^{2}=-K_{2}^{2}},}
где {\displaystyle K_{\nu }(\gamma a)} — модифицированная функция Хенкеля.
K. S. Kaufman, R. Terras и R. F. Mathis развили метод Marcuse и использовали его для расчета потерь на изгибе многомодового волокна.
Более детальное рассмотрение потерь на изгибе было дано в статьях:
.